# (367943) Duende
(367943) Duende ist ein erdnaher Asteroid vom Aten-Typ. Er wurde am 23. Februar 2012 am Observatorio Astronómico de La Sagra in Spanien entdeckt. Aufgrund grober Abschätzungen über die Helligkeit und das Rückstrahlvermögen wurde der Durchmesser auf einige Dutzend Meter geschätzt.
Der Asteroid wurde am 17. November 2012 nach dem spanischen Namen für Goblins benannt, zuvor war er unter der vorläufigen Bezeichnung 2012 DA14 bekannt geworden.

## Annäherung Februar 2013
(367943) Duende kam am 15. Februar 2013 der Erde bis auf 27.599 km nahe, was innerhalb der Umlaufbahn der geostationären Satelliten lag. Der Asteroid erreichte eine scheinbare Helligkeit von 7,4 mag und war daher nicht mit bloßem Auge zu erkennen. Den geringsten Abstand zur Erde erreichte er um 20:24 Uhr (MEZ) über Sumatra und dem östlichen Indischen Ozean. Zum Zeitpunkt seiner größten Annäherung verschob sich die Position des Asteroiden am Himmel um etwa 0,8 Grad pro Minute. Durch die nahe Begegnung mit der Erde änderte sich die Umlaufbahn des Asteroiden. Er wurde vom Apollo-Typ zum Aten-Typ.
Für die Zeit kurz nach der größten Annäherung des Asteroiden waren Radarbeobachtungen geplant. Am Goldstone-Observatorium wurden Vermessungen mit der 70-Meter-Antenne, mit einer Auflösung von unter vier Metern per Pixel, durchgeführt. Erste Daten zeigen eine längliche Form des Himmelskörpers.
Aufgrund eines am selben Tag in Russland stattfindenden Meteoreinschlags wurde in den Medien zunächst über einen Zusammenhang mit dem Vorbeiflug von (367943) Duende spekuliert. Nach Angabe der Europäischen Weltraumorganisation ist dieser jedoch aufgrund der unterschiedlichen Umlaufbahnen beider Objekte ausgeschlossen und die kurze Zeitdifferenz zufällig.

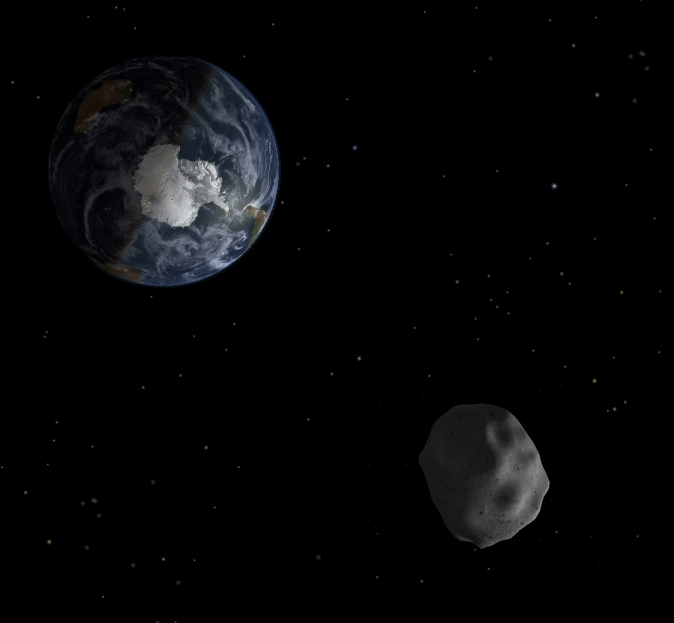
Künstlerische Darstellung von DA14 und der Begegnung mit der Erde am 15. Februar 2013
Ausschnitt des Umlaufs von DA14 um die Sonne und die Annäherung an die Erde 2013
- Dichteste Annäherung des Asteroiden an die Erde, maßstabsgetreu
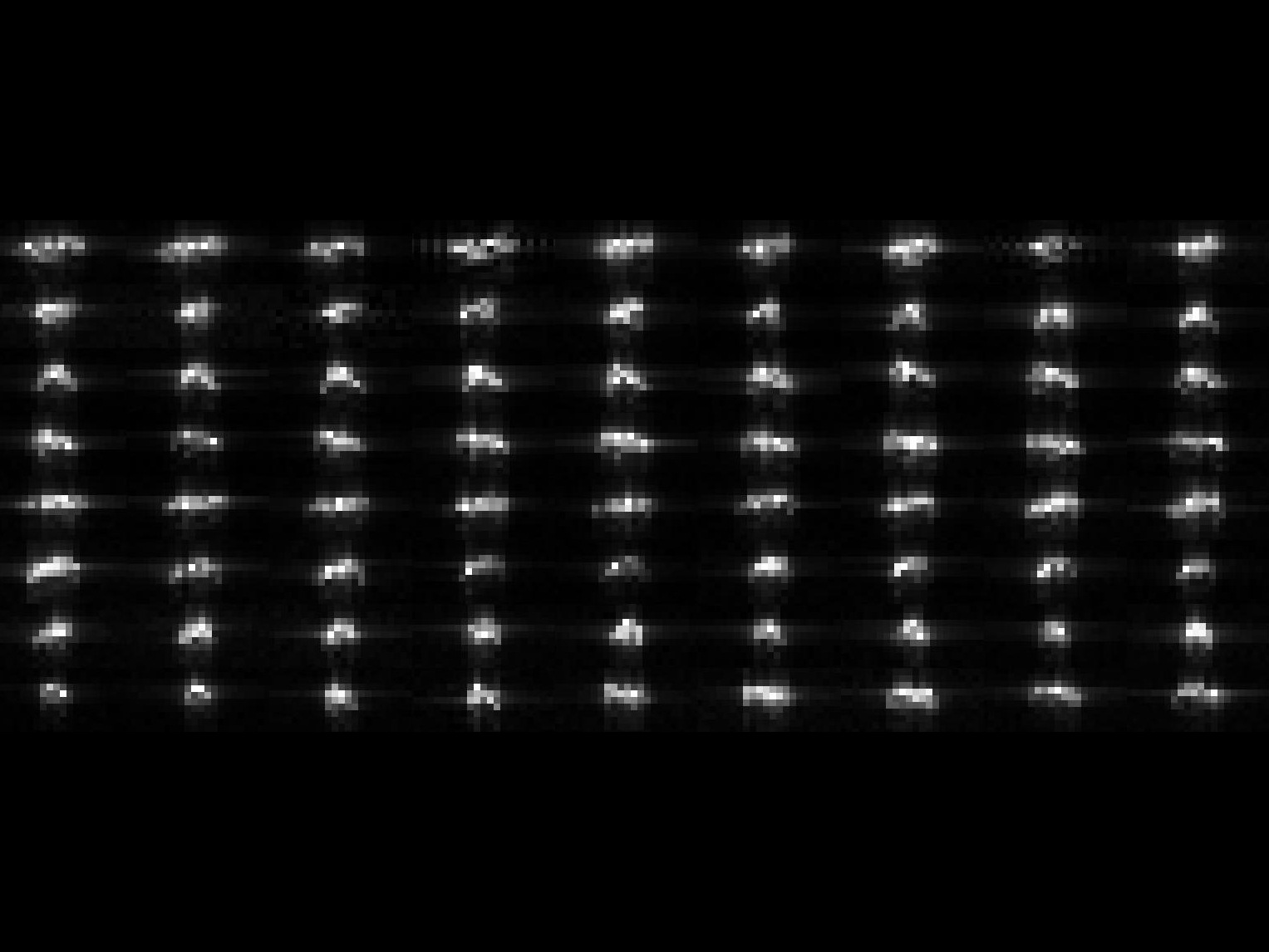
Radaraufnahmen vom 15. bis 16. Februar 2013